# 恒栄電設
恒栄電設株式会社（こうえいでんせつ、英: KOEI DENSETSU Co., Ltd.）は、東京都北区に本社を置く電気工事業、発電事業、農業事業会社。建設業許可番号 国土交通大臣許可（特・般4）第1923号、電気工事事業者届番号 東京通商産業局長届出第61004号。

## 概要
1948年3月、創業者小林 恒喜が電力インフラ工事会社「小林組」を創業。その後、社名を「恒栄電設株式会社」に変更、屋内配線工事、電力設備工事にたずさわる。東日本大震災後は再生可能エネルギー事業、農業事業に着手。震災からの復興、地域への貢献として、地域の事業施設へのエネルギー供給などを推進している。 

## 事業内容
- 発電所内電力工事、メンテナンス
- 高圧、超高圧、超超高圧送電所の建設、メンテナンス
- 大規模建物の屋内配線工事
- 再生可能エネルギー分野での発電事業
- スマート農業事業

## 東日本大震災
2011年3月11日当日、福島第一原子力発電所、福島第二原子力発電所で作業をおこなっていた従業員は地震発生後いったん避難したが、数日後、福島及び、他地域からも作業者を募り、復旧工事にあたった。福島県双葉郡大熊町にあった恒栄電設の大熊営業所と寄宿舎は避難地区となった。そのため周辺に住む従業員、家族は埼玉県鳩ヶ谷市（現・川口市）にある埼玉事業所近くの社宅を避難先とした。避難した従業員の子供の小学生、約40名は4月より鳩ヶ谷市立辻小学校（現・川口市立辻小学校）に受け入れられた。その後も福島第一原子力発電所、福島第二原子力発電所の復旧工事は続き、現在（2025年時点）も作業にたずさわっている。この時の経験をもとに、各地域に緊急時における必要最小限の発電設備と復旧までの非常時電源の仕組みや、地域エネルギーの活用先として地域に沿った事業を計画、推進している。また、福島県浪江町では先進的なスマート農業の実践拠点として、「フラワーファームなみえ」を建設。地域で産まれた電気エネルギーを地域の新たな価値創造に活かすオンサイトPPAなど、新事業の創出にも積極的に取り組んでいる。

## 沿革
沿革は公式サイトを参考にした。
- 1948年3月  東京都新宿区で「小林組」創業
- 1955年2月  東京都北区岸町に「恒栄電設株式会社」設立
- 1960年1月  東海発電所の建設工事に伴い東海工務所（現北関東事業所　東海エリア）を開設
- 1960年6月  埼玉県鳩ヶ谷市（現・川口市）に鉄構製作のための工場を建設
- 1967年9月  福島第一原子力発電所の建設工事に伴い福島第一工務所（現東北事業所　福島エリア）を開設
- 1975年11月  福島第二原子力発電所の建設工事に伴い福島第二工務所（現東北事業所　福島エリア）を開設
- 1977年7月  埼玉出張所（現埼玉事業所）開設
- 1978年12月  柏崎刈羽原子力発電所の建設工事に伴い柏崎工務所（現新潟事業所　柏崎エリア）を開設
- 1982年4月  敦賀発電所（2号機）の建設工事に伴い敦賀工務所（現新潟事業所　敦賀エリア）を開設
- 1986年6月  恒栄総合設備株式会社設立
- 1991年4月  六ケ所再処理工場建設に伴い、六ケ所作業所（現東北事業所　六ケ所エリア）を開設
- 2000年8月  茨城県東海村に茨城営業所（現北関東事業所）を開設
- 2008年10月  本社を新社屋に建替え
- 2012年3月  福島県いわき市に東北事業所（その後いわき事業所と改名）を開設
- 2016年7月  茨城県常陸太田市に49.5kW太陽光発電所を自社施工により建設、売電開始
- 2018年3月  茨城県常陸太田市に49.5kW太陽光発電所2基を自社施工により建設、売電開始
- 2020年6月  福島県南相馬市に発電事業を行うための拠点、東北事業所を開設
- 2020年7月  茨城県常陸太田市に225kW太陽光発電所を自社施工により建設、売電開始
- 2022年3月  新潟県柏崎市に発電事業を行うための拠点、新潟事業所を開設
- 2023年3月  いわき事業所を双葉郡富岡町に移転、富岡事務所を開設

## 事業所所在地
- 本社					 					
  - 〒114-0021 東京都北区岸町1-8-17
- 埼玉事業所
  - 〒334-0004 埼玉県川口市辻521
- 北関東事業所
  - 〒319-1112 茨城県那珂郡東海村村松387-1
- 北関東事業所 東海エリア事務所
  - 〒319-1106 茨城県那珂郡東海村字白方1-1
- 東北事業所
  - 〒975-0011 福島県南相馬市原町区小川町670
- 東北事業所 福島エリア事務所	
  - 〒979-1141 福島県双葉郡富岡町大字上手岡字下千里218番10
- 東北事業所 六ケ所エリア事務所
  - 〒039-3212 青森県上北郡六ヶ所村大字尾鮫字弥栄平1-154
- 新潟事業所
  - 〒945-0017 新潟県柏崎市荒浜3-12-68
- 新潟事業所 柏崎エリア事務所
  - 〒945-0016 新潟県柏崎市青山3-1
- 新潟事業所 敦賀エリア事務所
  - 〒914-0842 福井県敦賀市明神町1